# Маґдалена Адамович
Маґдалена Адамович, уроджена Абрамська (10 квітня 1973 , Слупськ, Поморське воєводство ) — польська юристка і політична діячка, доктор юридичних наук, викладачка Гданського університету за спеціальністю морське право, депутатка Європарламенту 9-го скликання.

## Життєпис

### Освіта та наукова діяльність
Закінчила дві школи у Слупську: початкову № 14 Януша Корчака та середню школу ім. Болеслава Кшивоустого. Потім закінчила Гданський університет за спеціальністю правознавство й закінчила юридичне стажування. 2003 року здобула ступінь доктора права на основі дисертації «Роль товариств взаємного страхування у системі економічного страхування», написаної під керівництвом професора Яніни Цеханович-Маклін. Того ж року влаштувалася на посаду доцента кафедри морського права. Закінчила Школу англійського та європейського права, організовану Кембридзьким університетом, та Школу німецького права, організовану Університетом Фредеріка Вільяма в Бонні. У 2013 році закінчила аспірантуру магістра ділового адміністрування у співпраці з Університетом Нортгемптона та Університетом банківської справи в Гданську, де отримала диплом МВА. Стажування проходила в Кельні, Барселоні, Мюнхені, Гамбурзі, Антверпені та Брюсселі.

### Політична діяльність
Вона балотувалася на виборах до Європарламенту 26 травня 2019 року з другого місця у списку Європейської коаліції в окрузі № 1,, як кандидатка, підтримана Громадянською платформою. Її підтримали 199 591 виборець (24,12 % голосів по округу) і отримав місце депутата Європарламенту з найвищим результатом в окрузі. У Європарламенті увійшла до Групи Європейської народної партії (Християнських демократів). Вона стала членом Комітету з транспорту і туризму та Делегації у зв'язках з Південною Африкою, а також заступницею члена Комітету з правових питань та Комітету з громадянських свобод, юстиції та внутрішніх справ.
2020 року прокурор висунув обвинувальний акт проти Маґдалени Адамович. Її звинувачують у поданні неправдивих податкових декларацій.

## Приватне життя
У 1999—2019 роках була дружиною президента Гданська Павла Адамовича, який помер від поранень, що йому завдав замовний убивця. Від цих стосунків у неї є дві дочки: Антоніна (2003 р.н.) та Тереза (2010 р.н.). Має сестру Беату, яка є дружиною президента Ґрудзьондза Мацея Ґламовського.

## Публікації
- Magdalena Adamowicz, Justyna Nawrot (red.), Europeizacja prawa morskiego, Gdańsk: Wydawnictwo Arche, 2016, ISBN 9788388445620.

## Виноски
1. 1 2  Members of the European Parliament, Членове на Европейския парламент, Diputados al Parlamento Europeo, Poslanci Evropského parlamentu, Medlemmer af Europa-Parlamentet, Mitglieder des Europäischen Parlaments, Euroopa Parlamendi liikmed, Βουλευτές του Ευρωπαϊκού Κοινοβουλίου, Députés au Parlement européen, Feisirí Pharlaimint na hEorpa, Zastupnici u Europskom parlamentu, Deputati al Parlamento europeo, Eiropas Parlamenta deputāti, Europos Parlamento nariai, Az Európai Parlament képviselői, Il-Membri tal-Parlament Ewropew, Leden van het Europees Parlement, Posłowie do Parlamentu Europejskiego, Deputados ao Parlamento Europeu, Deputații în Parlamentul European, Poslanci Európskeho parlamentu, Poslanci Evropskega parlamenta, Euroopan parlamentin jäsenet, Europaparlamentets ledamöter
2. ↑  Members of the European Parliament, Членове на Европейския парламент, Diputados al Parlamento Europeo, Poslanci Evropského parlamentu, Medlemmer af Europa-Parlamentet, Mitglieder des Europäischen Parlaments, Euroopa Parlamendi liikmed, Βουλευτές του Ευρωπαϊκού Κοινοβουλίου, Députés au Parlement européen, Feisirí Pharlaimint na hEorpa, Zastupnici u Europskom parlamentu, Deputati al Parlamento europeo, Eiropas Parlamenta deputāti, Europos Parlamento nariai, Az Európai Parlament képviselői, Il-Membri tal-Parlament Ewropew, Leden van het Europees Parlement, Posłowie do Parlamentu Europejskiego, Deputados ao Parlamento Europeu, Deputații în Parlamentul European, Poslanci Európskeho parlamentu, Poslanci Evropskega parlamenta, Euroopan parlamentin jäsenet, Europaparlamentets ledamöter
3. ↑  , Aleksandra Lipiec, "Magdalena Adamowicz"
4. ↑  Razem od 20 lat. Kim jest Magdalena Adamowicz?, 15 січня 2019, архів оригіналу за 19 лютого 2022, процитовано 19 лютого 2022
5. ↑  Шаблон:Ludzie nauki
6. ↑  Agata Porażka (26 травня 2019). Magdalena Adamowicz idzie do PE. Niesamowite gratulacje od Aleksandry Dulkiewicz. wp.pl. Процитовано 26 травня 2019.
7. ↑  Wybory 2019: Platforma Obywatelska zaprezentowała kandydatów w wyborach do Parlamentu Europejskiego. polskatimes.pl. 15 marca 2019. Процитовано 28 липня 2019.
8. ↑  Serwis PKW – Wybory 2019. wybory.gov.pl. Процитовано 27 травня 2019.
9. 1 2  Magdalena Adamowicz, архів оригіналу за 20 лютого 2022, процитовано 19 лютого 2022
10. ↑  Magdalena Adamowicz oskarżona o składanie fałszywych zeznań majątkowych, 14 серпня 2020, архів оригіналу за 19 лютого 2022, процитовано 19 лютого 2022 {{citation}}: Cite має пустий невідомий параметр: |inventor= (довідка)
11. ↑  Magdalena Adamowicz. Wszystko dla rodziny, wszystko dla Gdańska. onet.pl. 18 січня 2019. Процитовано 20 січня 2019.
12. ↑  O mnie. adamowicz.pl. Процитовано 20 січня 2019.
13. ↑  Magdalena Adamowicz, архів оригіналу за 19 лютого 2022, процитовано 19 лютого 2022
14. ↑  Szwagier Adamowicza i dziwne interesy w Grudziądzu. wpolityce.pl. 31 października 2018. Процитовано 27 травня 2019.
15. Magdalena Adamowicz. mamprawowiedziec.pl. Процитовано 1 серпня 2019.
16. O mnie. adamowiczmagdalena.pl. Процитовано 27 травня 2019.